# Evans-Eisstrom
Der Evans-Eisstrom ist ein großer Eisstrom an der Zumberge-Küste des westantarktischen Ellsworthlands. Er fließt zwischen Kap Zumberge und dem Fowler Ice Rise in den westlichen Abschnitt des Filchner-Ronne-Schelfeises.
Entdeckt wurde der Eisstrom auf Landsataufnahmen vom 5. Februar 1974. Das UK Antarctic Place-Names Committee benannte ihn am 8. Dezember 1977 nach dem britischen Physiker Stanley Evans (* 1929), der 1961 ein Gerät entwickelte für die Echolotung von Gletschern und Eisdecken aus dem Flugzeug und im Internationalen Geophysikalischen Jahr (1957–1958) auf dem Brunt-Schelfeis die erste Vermessung der Ozonschicht in Antarktika durchführte.